# لالاويلي أتاكورا
لالاويلي أتاكورا إنه المعروف أيضًا باسم أتاكورا لالاويلي من مواليد 9 نوفمبر 1990 هو لاعب كرة قدم توغولي يلعب لصالح نادي إف سي أو تورانجو كجناح.

## حياة مهنية

### المسيرة الكروية
في 20 يونيو 2017 وقع لاويلي مع أضنة دميرسبور.
في 3 يوليو 2018 أعلن نادي غابالا إف كيه عن توقيع لالاويلي على عقد لمدة عام واحد مع تأكيد غابالا إطلاق سراحه في نهاية عقده في 4 يونيو 2019. وفي 20 أغسطس 2019 أُكد على انضمام لالاويلي إلى نادي كاظمة الكويتي في الدوري الكويتي الممتاز. وبعد فترة في نادي أسكو كارا التوغولي انضم إلى نادي سيريانسكا السويدي من الدرجة الرابعة في عام 2021.

### المسيرة الدولية
مثل توغو مع الفريق في كأس العالم تحت 17 سنة 2007 في كوريا الجنوبية ثم شارك بجميع مباريات المجموعات الثلاث وسجل هدفًا واحدًا.
في عام 2011 لعب مع توغو في كأس أمم غرب أفريقيا وهي بطولة لغرب أفريقيا. حيث فازت توغو في النهائي على نيجيريا بنتيجة 3-2 وكان لالاويلي هو الفائز بالمباراة بهدفين وتمريرة حاسمة.

## إحصائيات المهنة

### النادي
آخر تحديث جرت المباراة في 19 مايو 2019
.

### دولي
| منتخب توغو | منتخب توغو | منتخب توغو |
| السنة      | التطبيقات  | الأهداف    |
| ---------- | ---------- | ---------- |
| 2011       | 4          | 0          |
| 2012       | 2          | 0          |
| 2013       | 5          | 1          |
| 2014       | 3          | 0          |
| 2015       | 4          | 0          |
| 2016       | 7          | 1          |
| 2017       | 11         | 0          |
| 2018       | 5          | 0          |
| 2019       | 6          | 0          |
| المجموع    | 47         | 2          |

الإحصائيات دقيقة حتى تاريخ المباراة التي لعبت في 18 نوفمبر 2019

### الأهداف الدولية
قائمة الأهداف والنتائج لمنتخب توغو أولاً.
| رقم | تاريخ         | مكان                    | الخصم                       | الأهداف | نتيجة | المنافسة                          |
| --- | ------------- | ----------------------- | --------------------------- | ------- | ----- | --------------------------------- |
| 1.  | 8 سبتمبر 2013 | ملعب كيغي ، لومي ، توغو | جمهورية الكونغو الديمقراطية | 1–0     | 2–1   | تصفيات كأس العالم 2014 لكرة القدم |
| 2.  | 4 أكتوبر 2016 | ملعب كيغي, لومي, توغو ? | أوغندا                      | 1–0     | 1–0   | ودي                               |

## الأوسمة
غابالا
- كأس أذربيجان: 2018–19

## روابط خارجية
- لالاويلي أتاكورا – سجل منافسات الفيفا
- Guardian Football
- TFF Profile
- لالاويلي أتاكورا  على سكروي